# Північний Узян
Півні́чний Узя́н, також Узя́н, Ве́рхній Узя́н, Сухи́й Узя́н (башк. Үҙән, рос. Северный Узян, Узян, Верхний Узян, Сухой Узян) — річка в Росії, що протікає в межах Республіки Башкортостан. Ліва верхня притока Білої, що належить до басейну Ками. Під назвою Узян цю водну артерію не слід плутати із нижньою притокою Білої, яку також можуть іменувати без уточнення просто Узяном.
Витік Північного Узяна розташований на схилі західного відрогу хребта Уралтау, на відстані 1 км на схід від села Узянбаш. Спочатку на відстані близько 1 км течія Північного Узяну прямує на південний захід, далі йде переважно у західному напрямку, біля села Роща різко повертає на північ, а потім знову на захід до місця впадіння в Білу. Річка вбирає в себе багато дрібних приток, найбільшими з яких є ліві Катариш, Кана та Сухоляд, і праві — Саранга і Сергапка. В Білу Узян впадає на відстані 1238 км від гирла останньої. Швидкість течії Узяна зазвичай дорівнює 0,6 м/с. Характер живлення цієї річки мішаний: ґрунтовий, дощовий і сніговий, однак останній тип значно переважає.
Рельєф її басейну являє собою середньогір'я. Річкова долина вузька. Ширина річища коливається у межах 12—15 м. Дно кам'янисте. Береги цієї річки вкриті здебільшого лісами, однак у заплаві розвинута лучна рослинність.
Узян протікає малонаселеною місцевістю. В його долині існує лише кілька населених пунктів: біля витоку — Узянбаш, в середній течії — Катариш і Роща, і біля гирла найбільше село Узян.
Переправи через Північний Узян